# جیمی آلن (بازیکن فوتبال، زاده ژانویه ۱۹۹۵)
جیمی آلن (انگلیسی: Jamie Allen؛ زادهٔ ۲۹ ژانویهٔ ۱۹۹۵) بازیکن فوتبال اهل بریتانیا است.
از باشگاه‌هایی که در آن بازی کرده‌است می‌توان به باشگاه فوتبال روچدیل اشاره کرد.